# حكومة الجبل الأسود

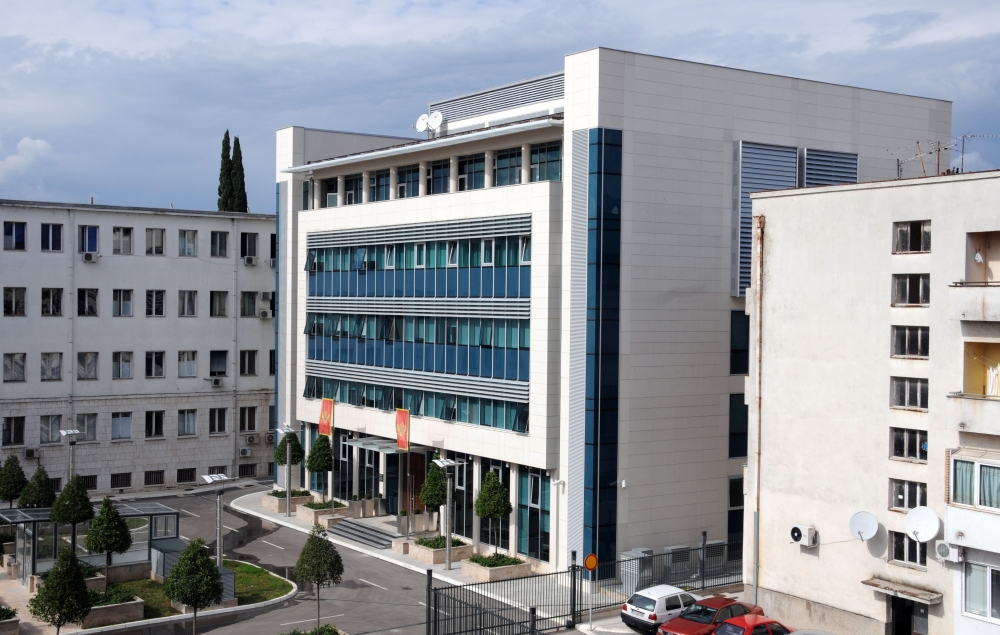
حكومة الجبل الأسود

حكومة الجبل الأسود (بالمونتنغرية:Влада Црне Горе) هي السلطة التنفيذية في الجبل الأسود. يرأسها رئيس الوزراء. وهي تتألف من رئيس الوزراء ونواب رئيس الوزراء والوزراء.
زدرافكو كريفوكابيتش هو رئيس الوزراء الحالي للجبل الأسود ورئيس الحكومة. انتُخب أعضاء مجلس الوزراء الحاليين في 4 ديسمبر 2020 بأغلبية الأصوات في برلمان الجبل الأسود.

## الوزارات الحالية
- وزارة العدل وحقوق الإنسان والأقليات
- وزارة الإدارة العامة والمجتمع الرقمي والإعلام
- وزارة الشئون الخارجية
- وزارة الشؤون الداخلية
- وزارة الدفاع
- وزارة التربية والعلوم والثقافة والرياضة
- وزارة المالية والرعاية الاجتماعية
- وزارة الاقتصاد
- وزارة الاستثمارات الرأسمالية
- وزارة الصحة
- وزارة البيئة والتخطيط المكاني والعمران
- وزارة الزراعة والتنمية الريفية

## روابط خارجية
- حكومة الجبل الأسود ، الموقع الرسمي (الجبل الأسود) باللغة الإنجليزية